# 1974年バスケットボール世界選手権
1974年FIBAバスケットボール世界選手権は、1974年7月3日から14日までプエルトリコのサンフアンで行われた第7回バスケットボール世界選手権。
ソ連の2大会振り2回目の優勝となった。

## 最終成績
| 1974年世界選手権 優勝国:    |
| --------------------------- |
| ソビエト連邦 2大会振り2回目 |

| 順位 | 国               |
| ---- | ---------------- |
| 2    | ユーゴスラビア   |
| 3    | アメリカ合衆国   |
| 4    | キューバ         |
| 5    | スペイン         |
| 6    | ブラジル         |
| 7    | プエルトリコ     |
| 8    | カナダ           |
| 9    | メキシコ         |
| 10   | チェコスロバキア |
| 11   | アルゼンチン     |
| 12   | オーストラリア   |
| 13   | フィリピン       |
| 14   | 中央アフリカ     |